# Ландзеер (куче)
Ландзеер (на англ. – Landseer) е порода кучета, родствена на породата Нюфаундленд. Множество киноложки клубове считали Ландзеера просто за черно-бяла разновидност на нюфаундленда, преди Международната киноложка федерация да обяви породата за самостоятелна през 1960 година.

## Интересно
Порода получава наименованието си от името на британския художник – сър Едуин Ландсир (1802 – 1873), чиито картини с изображение на тази порода, изиграват огромна роля за нейната популяризация.

## Характеристики на породата
Смели и жизнени кучета, много обичат водата. Отличават се с миролюбив характер. Силно се привързват към стопанина.

## Отглеждане и грижи
Нуждаят се от пространство и физически упражнения. Не обичат да остават сами.
Необходимо е ежедневно вчесване на кучето.